# Maja Francis
Maja Ulrika Alderin Francis (född Alderin Landgren), född 10 november 1985 i Helsingborgs Maria församling, Malmöhus län, är en svensk sångerska. Hon har även gått under sitt artistnamn Maja Wilde i början av Hospital-åren, och April May under tiden i Nic & the Family.

## Biografi

### Uppväxt
Francis är uppvuxen i Ängelholm, där hennes far ägde en skivbutik. Hon är sondotter till sångerskan Thory Bernhards och kompositören Leon Landgren. Maja Francis farmor Thory Bernhards utnämndes 1961 till Sveriges mest framgångsrika skivartist någonsin med en miljon sålda album. Hennes biologiska farfar Åke Gerhard skrev den första schlagerlåten och var manager åt Hep Stars. Hennes far, keyboardisten Thorgny "Togge" Landgren, spelade i bandet Cargo som var förband åt Europe när det begav sig. Hennes far hade även en mytomspunnen skivbutik i Ängelholm som hette Änglavax där Maja spenderade en stor del av sin fritid under hela sin uppväxt.
När Maja Francis var fem år tog hennes mormor med henne för att sjunga i en kyrkokör. Men när hon sedan förstod vad hon egentligen sjöng om ville hon inte vara med och sjunga längre. Hon började skriva egna låtar när hon var 7–8 år gammal. Francis växte upp i Skälderviken och i huset fanns ett piano som hon ofta spelade på.

### Musikkarriär
Francis gick sedan gymnasiet på Mega Musik Gymnasieskola i Helsingborg. Där bildade hon och ett gäng klasskompisar ett band som de döpte till Polyester. Maja stod för sången, och dom övriga medlemmarna i bandet var Walle på trummor, Jocke på gitarr, Alfred på bas och Jonas på klaviatur. Under gymnasietiden bildades även duon Hospital (2002) som bestod av Maja Francis (då Alderin) och Julius Andersson. Hospital släppte ett flertal demos och samarbetade bland annat med Andreas Söderlund och Daniel Teodorsson från Niccokick. En stor del av gymnasietiden tillbringade Francis i en replokal och i samband med att hon fick sjunga i en mikrofon första gången insåg hon att hon inte var helt nöjd med sin karaktäristiskt ljusa röst. Hon har senare konstaterat att det tog ett bra tag innan hon kunde börja uppskatta sin röst.
När Maja Francis gick sista terminen på gymnasiet 2004 kom Nic Schröder från bandet Nic & the Family till skolan för att rekrytera två tjejer med bra sångröster. Valet föll på Francis och hennes klasskompis Frida Ekerlund. Efter gymnasiet turnerade hon som en del av Nic & the Family.
Efter flera demosläpp släppte Hospital sitt debutalbum 2007. Musiken beskrevs som ett möte mellan Emmylou Harris och Robert Smith från The Cure. Melankoli och glädje blandades samman till vad de själva kallade för ”kärlekslåtar gjorda för att bota hjärtesorg”. Arrangemangen var avskalade och ofta bars musiken bara fram till tonerna av en akustisk gitarr eller ett ensamt piano.
Maja Francis började därefter att under 00-talet marknadsföra sig på den nya plattformen Myspace där hon laddade upp sina låtar, och kom på den vägen i kontakt med den amerikanske musikern Loren Francis, bosatt i Maine. De började att göra musik tillsammans och ledde till att Maja Francis som 23-åring flyttade till USA under januari månad 2009. Paret gifte sig i Skåne under sensommaren 2010 och hon tog då efternamnet Francis. Till en början så bodde dom i en husvagn och bilade längs östkusten med slutdestination Nashville. På vägen spelade de på mindre klubbar och barer som duo under namnet Dear Companion, samtidigt som de skrev ny musik.
Dear Companion släppte en självbetitlad EP 2011 under skivbolaget EMI. Efter att ha rest fram och tillbaka mellan USA och Sverige under ett par år flyttade paret till Majas lägenhet i Stureby. Äktenskapet tog senare slut, och Loren flyttade därefter ut från Majas lägenhet i Stureby under sommaren 2013. När relationen gick i kras återupptog hon ett redan påbörjat samarbete med Veronica Maggio och de började skriva musik tillsammans. 
Under 2016 blev hon tillsammans med gitarristen Johannes Runemark och de är idag sambor söder om Stockholm.

#### Soloartist
Maja Francis debuterade som soloartist med singeln singeln "Just The Way You Are" 25/9-14. Därefter släppte hon singeln "Last Days of Dancing" 24/4-15. Den 14 augusti 2015 släppte hon singeln "Space Invades My Mind" tillsammans med Veronica Maggio. Samma dag spelade hon på Way Out Wests klubbdel Stay Out West där Maggio gästade för att framföra singeln tillsammans med Francis. Låten blev en hit. Den handlar om hur Maggio och Francis drömde om hur rymden kunde vara ett ställe vart man kan fly i sin fantasi, ifall livet här nere på jorden skavde.
I september 2010 debuterade Maja, som då fortfarande gick under namnet Alderin med sin EP Darling.
I januari 2016 kom Francis EP Come Companion. År 2021 släppte hon sitt debutalbum A Pink Soft Mess. Albumet nominerades till bland annat Grammis, P3 Guld, Manifestgalan och Nordic Music Prize. Francis har flera gånger samarbetat med First Aid Kit och var bland annat förband under deras Europaturné.
Francis har skivkontrakt med Universal Music Group – och förlaget RMV Grammofon.
År 2022 var Maja Francis en av deltagarna i TV-programmet Så mycket bättre i TV4.

## Diskografi

### Album
- A Pink Soft Mess, 2021
- Hello Cowboy, 2024

### EP
- Darling EP (Under namnet Alderin 22 september 2010)
- Come Companion EP (13 januari 2016)
  - "Come Companion" – 3:35
  - "Last Days of Dancing" – 3:43
  - "Space Invades My Mind" (feat. Veronica Maggio) – 3:18
  - "Långsam" – 2:59

- Cry Baby (Pt.1) EP (digital utgivning 23 mars 2018)[20]
  - "I´m Not A Disco" – 3:32
  - "FEEL" - 1:06
  - "Stressed" - 3:10
  - "Saved By The Summer" - 3:06
  - "BREAK" - 1:01
  - "Cry Baby" - 3:32

- Cry Baby (Pt.2) EP (digital utgivning 15 juni 2018)[21]
  - "Girl Is A Gun" – 3:03
  - "GROW" - 0:51
  - "Mmmm (Me Now) - 3:18
  - "Show Me Heaven" - 4:08
  - "SHINE" - 1:00

### Singlar
- "Just the Way You Are" (25 september 2014)
- "Last Days of Dancing (Acoustic Version)" (24 april 2015)
- "Last Days of Dancing (Kretsen Remix)" (24 juli 2015)
- "Space Invades My Mind (Acoustic Version)" (21 oktober 2015)
- "Another Sappy Xmas Love Song" (15 november 2024)